# Thomson Reuters
Thomson Reuters es un conglomerado multinacional canadiense. La compañía fue fundada en Toronto, Canadá, donde tiene su sede en el Bay Adelaide Centre.
Thomson Reuters fue creada mediante la adquisición de la compañía británica Reuters por parte de Thomson Corporation en abril de 2008. La empresa es propiedad en su mayoría de The Woodbridge Company, una empresa de inversión de la familia Thomson.

## Historia

### Thomson Corporation
La precursora de la empresa Thomson fue fundada por Roy Thomson en 1934, en Ontario, como editor de The Timmins Daily Press. En 1953, Thomson adquirió el periódico Scotsman y se trasladó a Escocia al año siguiente. Consolidó su posición mediática en Escocia en 1957, cuando obtuvo la franquicia de la televisión escocesa. En 1959, adquirió el Kemsley Group, compra que acabó dándole el control del Sunday Times. En 1967 adquirió por separado el Times. Se introdujo en el negocio de las aerolíneas en 1965, cuando adquirió Britannia Airways, y en la exploración de petróleo y gas en 1971, cuando participó en un consorcio para explotar las reservas del Mar del Norte. Tras la muerte de Thomson, la empresa se retiró de los periódicos nacionales y los medios de radiodifusión, vendiendo el Times y el Sunday Times a News International, de Rupert Murdoch, en 1981, y se dedicó a la edición, comprando Sweet & Maxwell en 1988. En esa época, la empresa se denominaba International Thomson Organisation Ltd (ITOL)
En 1989, ITOL se fusionó con Thomson Newspapers, formando Thomson Corporation. En 1996, Thomson Corporation adquirió West Publishing, una empresa de investigación y servicios jurídicos que incluía Westlaw.

### Reuters Group
La empresa fue fundada por Paul Julius Reuter en 1851, en Londres, como un negocio de transmisión de cotizaciones bursátiles. Reuter estableció su oficina de "Telégrafo Submarino" en octubre de 1851, y negoció un contrato con la Bolsa de Londres para proporcionar las cotizaciones bursátiles de las bolsas continentales a cambio del acceso a las cotizaciones de Londres, que luego suministraba a los corredores de bolsa de París. En 1865, Reuters en Londres fue la primera organización en informar sobre el asesinato de Abraham Lincoln. Fue adquirida por la British National & Provincial Press en 1941, y empezó a cotizar en la Bolsa de Londres en 1984. Reuters empezó a crecer rápidamente en los años 80, ampliando la gama de sus productos empresariales y expandiendo su red mundial de información para los medios de comunicación y los servicios financieros y económicos: los lanzamientos de productos clave incluyeron Equities 2000 (1987), Dealing 2000-2 (1992), Business Briefing (1994), Reuters Television para los mercados financieros (1994), 3000 Series (1996) y el servicio Reuters 3000 Xtra (1999).

### Adquisición de Reuters por Thomson
Thomson Corporation adquirió Reuters Group plc para formar Thomson Reuters el 17 de abril de 2008. Thomson Reuters operaba bajo una estructura de empresa de doble cotización ("DLC") y tenía dos empresas matrices, ambas cotizadas en bolsa: Thomson Reuters Corporation y Thomson Reuters plc. En 2009, unificó su estructura de empresa cotizada dual y dejó de cotizar en la Bolsa de Londres y en NASDAQ. Desde octubre de 2022, solo cotiza como Thomson Reuters Corporation en la Bolsa de Nueva York y en la Bolsa de Toronto.
Thomson Reuters ocupó el primer puesto en el ranking de marcas corporativas canadienses de Interbrand de 2010.

## Adquisiciones y escisiones
Adquisiciones y escisiones
En 1998, Reuters Group plc adquirió Lipper Analytical como filial en propiedad absoluta. Lipper pasó a formar parte de Thomson Reuters en abril de 2008, tras la fusión de Thomson Financial y Reuters. (En mayo de 2015, Broadridge Financial Solutions adquirió Lipper Fiduciary Services y Lipper FMI).
La compañía ha sido altamente adquisitiva, completando más de 200 adquisiciones entre 2008 y 2018. Esto incluye, en julio de 2009, la adquisición de Streamlogics por parte de Thomson Reuters Fundada en 1999, Streamlogics es un proveedor de soluciones de minería de datos personalizables, de gran volumen y en tiempo real[palabra de moda para cientos de empresas en varios verticales, incluidos servicios financieros, tecnología y atención médica/ciencias de la vida. Las soluciones de webcasting de Streamlogics se utilizan para formación y certificación, marketing y generación de contactos, y comunicaciones corporativas. En agosto de ese año, compró Vhayu Technologies. Vhayu es un proveedor de servicios de datos de tick, y Thomson Reuters había estado distribuyendo su producto Velocity bajo la etiqueta Reuters Tick Capture Engine durante los cuatro años anteriores a la adquisición.
Además, el 21 de septiembre de 2009, Thomson Reuters compró Hugin Group, el grupo europeo de distribución de IR y PR, a NYSE Euronext. No se han revelado los términos de la operación, pero la prensa danesa ha informado de que el precio osciló entre 40 y 42 millones de euros. También compró a Deloitte el negocio de software Abacus, proveedor de software de fiscalidad empresarial para el Reino Unido, Irlanda, los Países Bajos, Nueva Zelanda y Hong Kong, así como software de información sobre impuestos indirectos para 20 países de la UE. Los términos de la transacción no se han hecho públicos.
En octubre, Thomson Reuters adquirió Breaking Views.
En noviembre, el negocio de Impuestos y Contabilidad adquirió Sabrix, Inc, un proveedor global de aplicaciones de software de gestión de impuestos sobre transacciones y servicios relacionados.
Además, en 2009, Thomson Reuters vendió Physician's Desk Reference a Lee Equity Partners.
En enero de 2010, Thomson Reuters adquirió Discovery Logic y posteriormente, en febrero, Aegisoft LLC para mejorar sus capacidades de negociación electrónica ofreciendo acceso directo al mercado. También en febrero, adquirió el sistema de clasificación jurídica Super Lawyers.
En mayo de 2010, adquirió Point Carbon A/S, una empresa noruega que ofrece noticias y análisis de negociación para los mercados de la energía y el medio ambiente. También en mayo, adquirió la editorial jurídica brasileña Revista dos Tribunais.
En junio, adquirió Complinet, una empresa de software de cumplimiento normativo.
En octubre de ese mismo año, adquirió Serengeti Law, un sistema de gestión de asuntos y facturación electrónica.
El 22 de noviembre de 2010, adquirió el proveedor de externalización de procesos jurídicos (LPO) Pangea3. También adquirió el proveedor de datos y análisis bancarios Highline Financial y GeneGo, un proveedor de bases de datos, software y servicios de biología de sistemas.
El 20 de junio de 2011, Thomson Reuters adquirió CorpSmart a Deloitte.
El 18 de julio, adquirió Manatron a Thoma Bravo. En agosto, Thomson Reuters adquirió GFMS.
El 8 de diciembre, Thomson Reuters adquirió Emochila, una empresa de desarrollo de sitios web fundada por Chad Brubaker y Justin Curzi en el ámbito fiscal y contable, con el fin de integrar aún más su conjunto de productos CS en una plataforma basada en la nube.
En enero de 2012, Thomson Reuters adquirió Dr Tax, que, según su comunicado de prensa, era "el mayor desarrollador independiente canadiense de software de impuestos sobre la renta para empresas de contabilidad y consumidores.  La línea de productos de Dr Tax incluye DT MAX, un software de cumplimiento fiscal para empresas de contabilidad, y su software de preparación de impuestos para consumidores, UFile e ImpôtExpert.
En febrero, la empresa adquirió RedEgg, un proveedor de soluciones de inteligencia de medios[buzzword] para profesionales de relaciones públicas y marketing. El 22 de marzo, adquirió BizActions, un boletín digital y proveedores de marketing web para empresas de contabilidad en Norteamérica[64].
El 8 de junio de 2012, Apsmart, una empresa londinense especializada en diseño y desarrollo de soluciones móviles, se convirtió en la siguiente organización adquirida[buzzword].
El 25 de junio de 2012, Reuters obtuvo Zawya Limited, un proveedor regional de inteligencia de negocios y herramientas únicas para los profesionales financieros en el Medio Oriente y África del Norte .
El 10 de julio de 2012, Thomson Reuters adquirió FX Alliance Inc, un proveedor independiente de servicios de negociación electrónica de divisas para empresas y gestores de activos.
En julio, también adquirió Dofiscal
El 26 de julio de 2012, Thomson Reuters anunció la adquisición de MarkMonitor, una empresa con sede en San Francisco especializada en software y servicios de protección de marcas en Internet.
En 2012, Thomson Reuters vendió su división Healthcare a Veritas Capital, que rebautizó el negocio como Truven Health Analytics.
El 3 de enero de 2013, Thomson anunció la adquisición de Practical Law Company, proveedor londinense de conocimientos jurídicos prácticos y herramientas de flujo de trabajo para bufetes de abogados y departamentos jurídicos de empresas. Practical Law Company tiene más de 750 empleados, con operaciones principales en Londres y Nueva York, y formará parte del negocio Legal de Thomson Reuters.
El 16 de abril de 2013, Thomson Reuters adquirió Select TaxWorks Assets de RedGear Technologies.
El 6 de junio de 2013, Thomson Reuters adquirió Pricing Partners, un proveedor de OTC Derivatives Pricing Analytics y valoración independiente.
El 2 de julio de 2013, Thomson Reuters adquirió el negocio de opciones sobre divisas de Tradeweb.

## Productos y Actividades Comerciales
El director ejecutivo de la empresa combinada es Steve Hasker. En 2018, la empresa se organizó en torno a cuatro divisiones: Legal, Reuters News Agency, Tax & Accounting y Government.[33]
Thomson Reuters compite con Bloomberg L.P., en la agregación de noticias financieras y jurídicas[35].

## Divisiones nacionales de Thomson Reuters
La multinacional Thomson Reuters tiene más de 70 divisiones o filiales nacionales, con las que opera en distintos países. Entre ellas Thomson Reuters Reino Unido, Thomson Reuters México, Thomson Reuters Brasil, Thomson Reuters Suiza, Thomson Reuters EE. UU., Thomson Reuters España, ...

## Thomson Reuters España
En España la multinacional opera a través de su filial española Thomson Reuters España.
En el año 1999 adquirió la Editorial Aranzadi (oficialmente denominada "Editorial Thomson Reuters-Aranzadi"), pasando a ser una filial de la división española.
Después, Thomson Reuters España fue adquiriendo también otras empresas como Jurisoft de Burgos, Lex Nova de Valladolid y Civitas de Madrid.